# Phytobia lineata
Phytobia lineata är en tvåvingeart som beskrevs av Mitsuhiro Sasakawa 1955. Phytobia lineata ingår i släktet Phytobia och familjen minerarflugor. Inga underarter finns listade i Catalogue of Life.